# يان ك. سميث
يان ك. سميث (بالإنجليزية: Ian K. Smith)‏ هو اخصائي تغذية وصحفي أمريكي، ولد في 15 يوليو 1969 في دانبري في الولايات المتحدة.